# Arbonne

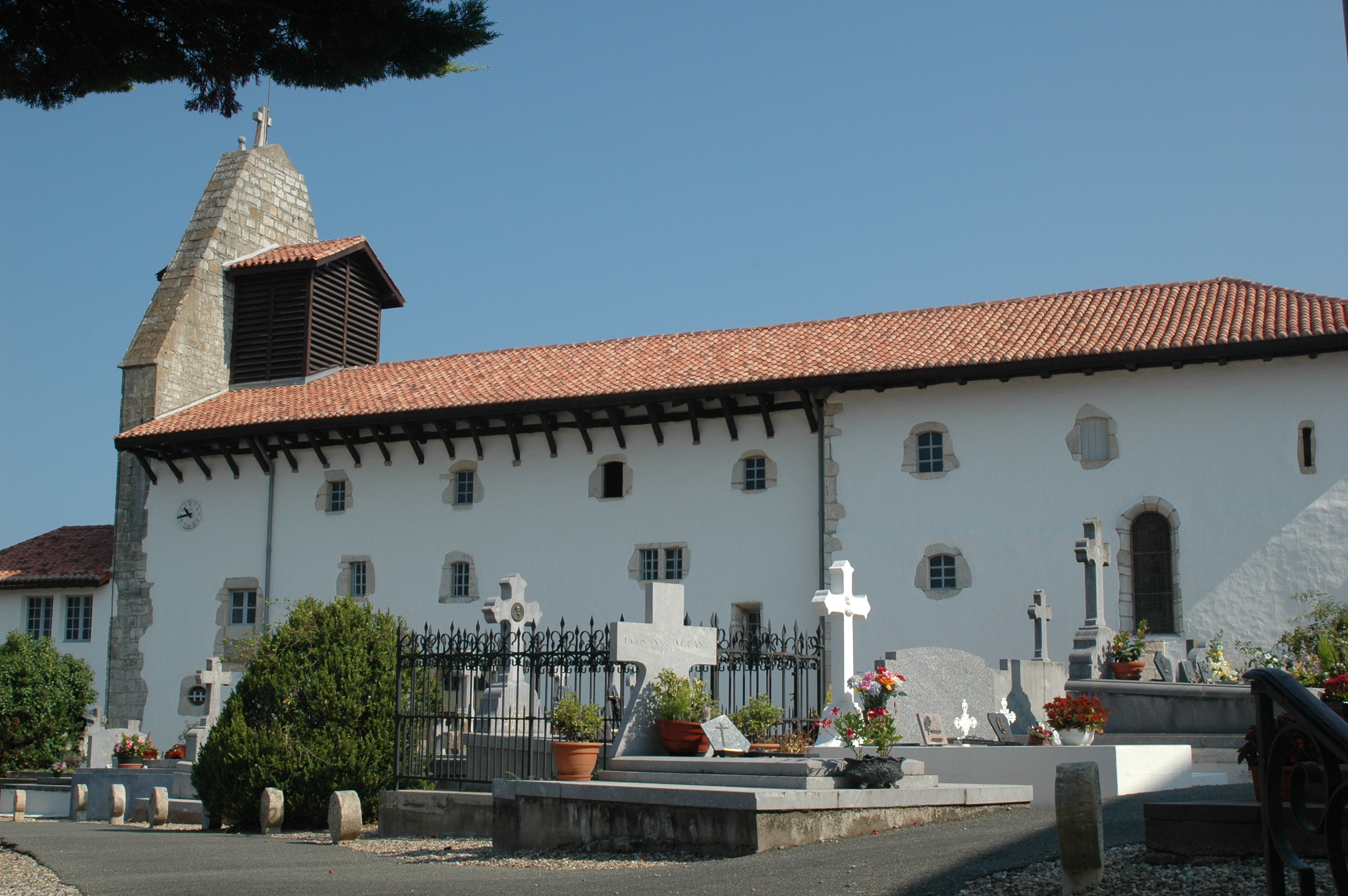
Kościół w Arbonne

Arbonne – miejscowość i gmina we Francji, w regionie Nowa Akwitania, w departamencie Pireneje Atlantyckie.
Według danych na rok 1990 gminę zamieszkiwało 1366 osób, a gęstość zaludnienia wynosiła 129 osób/km² (wśród 2290 gmin Akwitanii Arbonne plasuje się na 310. miejscu pod względem liczby ludności, natomiast pod względem powierzchni na miejscu 1022.).
| 1901 | 1962 | 1968 | 1975 | 1982 | 1990 | 1999 |
| ---- | ---- | ---- | ---- | ---- | ---- | ---- |
| 764  | 628  | 648  | 819  | 1196 | 1366 | 1375 |